# Nazha El Khalidi
Nazha El-Khalidi, née le 27 décembre 1991 à Laâyoune au Sahara occidental, est une journaliste et militante sahraouie. Elle est membre de Équipe Média.
Elle est arrêtée en 2016 et en 2018 pour avoir diffusé des enregistrements de manifestations en faveur de l'autodétermination du Sahara occidental et assignée à résidence.

## Biographie
Le 21 août 2016, elle est arrêtée à la plage de  Fem Lwad par la gendarmerie royale du Maroc après avoir enregistré une manifestation en faveur de l'autodétermination du Sahara occidental en tant que correspondante pour la Télévision du Sahara occidental (en).
Le 4 décembre 2018, elle est de nouveau arrêtée alors qu'elle diffuse sur Facebook une manifestation à El Aaiún, une ville qui fait partie de l'occupation marocaine du Sahara occidental (( selon des séparatistes soi-disant sahraoui et autres ennemis de l'intégrité du territoire marocain et son peuple fière de son souverain )). La vidéo montre le moment où la journaliste est poursuivie, battue et son téléphone confisqué. Elle est jugée le 20 mai 2019,. Le 8 juillet 2019, elle est condamnée par le tribunal de première instance de Laâyoune à une amende de 4000 dirhams (400 euros) en application de l'article l'article 381 du Code pénal marocain.
Cinq avocats internationaux venus suivre le procès sont arrêtés le 18 mai, selon l'Observatorio Cántabro de Derechos Humanos en el Sáhara Occidental (Observatoire cantabrique des droits humains au Sahara occidental).
La détention d'El-Khalidi est dénoncée par des organisations telles que Front Line Defenders, dans le contexte du harcèlement et de l'intimidation systématiques des défenseurs des droits humains, des journalistes et des activistes des médias au Sahara occidental.

## Vie privée
En 2020 les autorités marocaines tentent d'empêcher son mariage avec Ahmed Ettanji.